# Claudine Cassereau
Claudine Claire Jeanne Cassereau (Loudun, 11 ottobre 1953 – Fréjus, 5 agosto 2020) è stata una modella e pittrice francese, vincitrice del titolo di Miss Poitou 1971 e Miss Francia 1972, in sostituzione di Chantal Bouvier de Lamotte, ferita in seguito ad una caduta da cavallo.
Partecipò a Miss Europa, dove si classificò sesta, a Miss Universo 1972 e a Miss Mondo. In seguito divenne una pittrice .
Claudine Cassereau è morta nell'estate del 2020, lasciando due figlie e tre nipoti.